# Vékes Csaba
Vékes Csaba (Budapest, 1983. július 13. –) magyar színész, forgatókönyvíró, filmrendező.

## Életpályája
2002-ben érettségizett az Alternatív Közgazdasági Gimnáziumban (1998-2002). 2002-2003 között Zalaegerszegen a Hevesi Sándor Színház stúdiósa volt. 2003-2006 között a Kaposvári Egyetem színművész szakán tanult. 2006-2009 között a kaposvári Csiky Gergely Színház tagja volt. 2009-2010 között a Stúdió K, 2010-2012 között a KOMA színésze volt. 2013-2014 között a Thália Színházban és a Hevesi Sándor Színházban szerepelt.

## Filmrendezői munkásság
- Hetedik alabárdos (2017)
- Szia, Életem! (2022)[4]
- Korai menyegző (2022)

## Forgatókönyvírói munkássága
- Hacktion (2014)
- Hetedik alabárdos (2017)
- Mintaapák (2019-2020)
- Egyszer volt Budán Bödör Gáspár (2020)
- Korai menyegző (2022)
- Szia, Életem! (2022)
- A Nagy Fehér Főnök (2022)

## Filmes és televíziós szerepei
- Társas játék (2011-2012) ...Balázs
- Borgiák (2013)
- Válótársak (2016) ...Karcsi
- Rossz versek (2018) ...Mishinszky Sándor
- Szia, Életem! (2022) ....Haver

## Díjai
- Örkény István drámaírói ösztöndíj (2013)